# Hercostomus incisus
Hercostomus incisus är en tvåvingeart som beskrevs av Yang och Saigusa 2000. Hercostomus incisus ingår i släktet Hercostomus och familjen styltflugor. Inga underarter finns listade i Catalogue of Life.